# نیکول-رین لپوت
نیکول-رین لپوت (به فرانسوی: *Nicole-Reine Lepaute*) با نام اصلی نیکول-رین اِتابل د لا بری‌یر (زادهٔ ۵ ژانویهٔ ۱۷۲۳ – درگذشتهٔ ۶ دسامبر ۱۷۸۸) ستاره‌شناس و محاسبه گر انسانی اهل فرانسه بود. او همراه با الکسیس کلرو و ژروم لالاند، تاریخ بازگشت دنباله‌دار هالی را محاسبه کرد. از دیگر دستاوردهای نجومی او می‌توان به محاسبه خورشیدگرفتگی سال ۱۷۶۴ و تهیه تقویم‌های نجومی میان سال‌های ۱۷۵۹ تا ۱۷۸۳ اشاره کرد. او عضو آکادمی علمی بزیر نیز بود.
سیارک 7720 Lepaute و دهانهٔ لپوت در کره ماه به افتخار او نام‌گذاری شده‌اند.

## اوایل زندگی
لپوت در ۵ ژانویه ۱۷۲۳ در کاخ لوکزامبورگ پاریس به دنیا آمد. پدرش، ژان اِتابل، در خدمت لوییز الیزابت اورلئان، از خاندان سلطنتی فرانسه، کار می‌کرد. نیکول ششمین فرزند از نه کودک خانواده بود. او از کودکی باهوش و کنجکاو توصیف شده است و بیشتر آموزش‌های خود را به‌صورت خودآموز فراگرفت. گفته می‌شود او شب‌ها را صرف مطالعهٔ کتاب‌های کتابخانه می‌کرد.
علاقهٔ او به نجوم از کودکی آغاز شد، زمانی که احتمالاً یک دنباله‌دار را در آسمان دید. همین موضوع جرقه‌ای شد برای پیگیری کنجکاوی‌های علمی‌اش.
در اوت ۱۷۴۸، نیکول با ژان-آندره لپوت، ساعت‌ساز سلطنتی، ازدواج کرد. این ازدواج، مسیر ورود او به دنیای علم را هموار کرد.

## فعالیت علمی

### ریاضیات و ساخت ساعت
ازدواج با ژان-آندره لپوت به نیکول این امکان را داد که توانایی‌های علمی خود را به‌طور جدی دنبال کند. او همزمان با رسیدگی به امور منزل، به مطالعه ریاضیات و نجوم پرداخت و حتی در ساخت و توصیف اختراعات همسرش مشارکت داشت.
در سال ۱۷۵۳، لپوت با ژروم لالاند آشنا شد که همکاری سی‌ساله‌ای با او آغاز کرد. این همکاری منجر به تهیه کتابی با عنوان Traité d'horlogerie (رساله‌ای در ساعت‌سازی) شد که در سال ۱۷۵۵ به نام همسرش منتشر شد، اما محاسبات مهم آن توسط نیکول انجام شده بود.
لالاند بعدها اذعان داشت که لپوت جدولی از تعداد نوسانات پاندول‌های مختلف تهیه کرده بود که شامل بازه‌ای از پاندول‌هایی با ۱۸ هزار نوسان در ساعت تا انواع بزرگ‌تر با دامنه‌های هزاران فرسنگ بود.

### دنباله‌دار هالی
در ژوئن ۱۷۵۷، نیکول لپوت همراه با لالاند و الکسیس کلرو محاسبه بازگشت دنباله‌دار هالی را آغاز کردند. این محاسبات به علت تأثیر جاذبه مشتری و زحل پیچیده بود و یک مسئلهٔ سه‌جسمی را تشکیل می‌داد. کلرو با یافتن راه‌حلی برای این مسئله، تقسیم کار را پیشنهاد داد. لپوت و لالاند تأثیرات جاذبه را بررسی کردند، درحالی‌که کلرو مدار دنباله‌دار را محاسبه کرد.
پس از شش ماه کار بی‌وقفه، آن‌ها زمان بازگشت دنباله‌دار را در بازه‌ای از ۱۵ مارس تا ۱۵ مه ۱۷۵۹ اعلام کردند، که نزدیک به ۱۳ آوریل بود. دنباله‌دار در نهایت در ۱۳ مارس همان سال پدیدار شد.
با وجود دقت بالا، ژان دالامبر به کار آن‌ها خرده گرفت و آن را «زحمت‌کش‌تر از ژرف‌نگرانه» توصیف کرد.
لپوت علی‌رغم نقش حیاتی‌اش در این پروژه، در کتاب کلرو Théorie du mouvement des comètes (۱۷۶۰) حذف شد، در حالی‌که لالاند بعدها در کتاب خود به نقش اساسی او اذعان کرد.

### تقویم‌های نجومی و خورشیدگرفتگی
در سال ۱۷۵۹، لالاند مدیر تقویم نجومی Connaissance des Temps شد و لپوت را به عنوان دستیار خود منصوب کرد. او بین سال‌های ۱۷۵۹ تا ۱۷۷۴ در تهیه محاسبات نجومی نقش مهمی داشت.
او همچنین موقعیت زحل را برای هر روز از سال‌های ۱۷۷۵ تا ۱۷۸۴ محاسبه کرد، که در جلد هفتم از Éphémérides منتشر شد. او به تنهایی موقعیت خورشید، ماه و سایر سیارات را نیز برای سال‌های ۱۷۸۵ تا ۱۷۹۲ محاسبه کرد.
لپوت در سال ۱۷۶۲، زمان دقیق خورشیدگرفتگی حلقوی ۱ آوریل ۱۷۶۴ را محاسبه کرد و دو نقشه تهیه کرد که مسیر گرفتگی را در اروپا و جزئیات آن را در پاریس نشان می‌دادند.
اگرچه این کارها بسیار ارزشمند بودند، اما نادیده گرفته شدند. لپوت تا سال ۱۷۸۳ در نقش رایانه انسانی برای لالاند کار کرد، و در سال ۱۷۶۱ عضو آکادمی علمی بزیر شد.
کار طولانی‌مدت روی محاسبات، بینایی او را تضعیف کرد و در نهایت ناچار به توقف فعالیت علمی شد.

## زندگی شخصی
با وجود اینکه لپوت فرزندی نداشت، در سال ۱۷۶۸ خواهرزاده همسرش، ژوزف لپوت داژوله را به فرزندخواندگی پذیرفت و او را در ریاضیات و نجوم آموزش داد. داژوله بعدها استاد مدرسه نظامی پاریس شد و در یک مأموریت علمی با ژان-فرانسوا لا پرُز شرکت کرد و احتمالاً در همان سفر در دریا ناپدید شد.
لپوت در هفت سال آخر عمر خود به پرستاری از همسر بیمارش پرداخت و در نهایت در تاریخ ۶ دسامبر ۱۷۸۸ در ناحیه سن-روک پاریس درگذشت.

## میراث
فیلیبر کُمرسون قصد داشت گل Hydrangea را به نام «Lepautia» یا «Peautia» نام‌گذاری کند، اما نام رسمی آن بعدها «Hortensia» شد. این موضوع باعث شد برخی به اشتباه نام لپوت را «Hortense» بدانند.

## آثار
- مشارکت در کتاب Traité d'horlogerie، نسخهٔ تکمیلی ۱۷۶۷
- تهیه جداول Connaissance des Temps (۱۷۵۹–۱۷۷۴)
- محاسبات مسیر خورشیدگرفتگی ۱ آوریل ۱۷۶۴ (دو نقشه مجزا)
- جدول زاویه‌های اختلاف منظر (۱۷۶۳)
- جلد هفتم و هشتم از Éphémérides مربوط به زحل، خورشید، ماه و سیارات (۱۷۷۴ و ۱۷۸۳)